# 151242 Hajós
A 151242 Hajós (ideiglenes jelöléssel 2002 AH11) a Naprendszer kisbolygóövében található aszteroida. Sárneczky Krisztián és Heiner Zsuzsanna fedezte fel 2002. január 11-én.